# Trivignano Udinese
Trivignano Udinese (Trivignan in friulano) è un comune italiano di 1 528 abitanti del Friuli-Venezia Giulia.

## Monumenti e luoghi d'interesse
- Chiesa di San Teodoro
- Chiesa di San Michele Arcangelo
- Chiesa di San Bartolomeo Apostolo a Melarolo
- Chiesa di Santa Caterina a Merlana
- Chiesa di San Marco
- Chiesa di San Giorgio Martire a Clauiano
- Borgo di Clauiano

## Società

### Evoluzione demografica
Abitanti censiti

### Lingue e dialetti
A Trivignano Udinese, accanto alla lingua italiana, la popolazione utilizza la lingua friulana. Ai sensi della Deliberazione n. 2680 del 3 agosto 2001 della Giunta della Regione autonoma Friuli-Venezia Giulia, il Comune è inserito nell'ambito territoriale di tutela della lingua friulana ai fini della applicazione della legge 482/99, della legge regionale 15/96 e della legge regionale 29/2007.
La lingua friulana che si parla a Trivignano Udinese rientra fra le varianti appartenenti al friulano centro-orientale.